# Pechschwarze Tapezierspinne
Die Pechschwarze Tapezierspinne (Atypus piceus) ist eine Spinnenart aus der Familie der Tapezierspinnen. Verbreitet ist sie in Europa bis nach Moldawien und im Iran. 

## Beschreibung
Die Männchen erreichen eine Körpergröße bis 10 mm, während Weibchen bis zu 15 mm groß werden können. Jungtiere und Weibchen sind dunkelbraun und Männchen tiefschwarz, seltener auch rotbräunlich gefärbt. Atypus piceus-Weibchen können über 10 Jahre alt werden.
Die hinteren Spinnwarzen scheinen durch eine schmale, ringförmige Pigmentaufhellung im letzten Segment viergliedrig, bestehen aber tatsächlich nur aus drei Gliedern.

## Lebensweise
Erwachsene Tiere leben in etwa 30 cm tiefen Röhren mit einem Durchmesser von etwa 10 mm. Der oberirdische Teil des Fangschlauchs ist etwa 7 bis 9 cm lang. Der unterirdische Wohnschlauch kann 20 bis 25 cm tief reichen. Die Paarungszeit liegt zwischen Juni und Juli, wenn die Männchen beginnen nach Weibchen zu suchen. Ein Weibchen kann im Jahr 70 bis 160 Nachkommen bekommen. Die Jungtiere schlüpfen während des Herbstes und überwintern im Bau der Mutter ohne Fütterung. Im Frühling verlassen sie den Bau der Mutter.

## Gefährdung
- Deutschland: 3 (gefährdet)
  - Bayern:[4]
    - Alpenvorland/Alpen: 2 (stark gefährdet)
    - Schichtstufenland: 3 (gefährdet)
    - Ostbayerisches Grundgebirge: 2 (stark gefährdet)
    - Tertiär-Hügelland/Schotterplatten: 2 (stark gefährdet)